# Estadio La Cartuja
Estadio La Cartuja – wielofunkcyjny stadion (piłkarsko-lekkoatletyczny), usytuowany na rzecznej wyspie Cartuja, w granicach administracyjnych Sewilli oraz Santiponce, zbudowany w latach 1997–1999 i otwarty 5 maja 1999. Pojemność jego trybun wynosi 57 619 miejsc (5. miejsce wśród obiektów sportowych w Hiszpanii). Właścicielem i operatorem obiektu jest Sociedad Estadio Olímpico de Sevilla S.A., którą tworzy sześć podmiotów: Wspólnota autonomiczna Andaluzji (40%), Królestwo Hiszpanii (25%), Miasto Sewilla (19%), Prowincja Sewilla (13%) oraz kluby piłkarskie Real Betis (1,5%) i Sevilla FC (1,5%).

## Historia
Decyzję o budowie stadionu podjęto w związku z ubieganiem się przez Sewillę o prawo organizacji Letnich Igrzysk Olimpijskich w 2004 i 2008 roku. Pierwotnie planowano, by na co dzień gospodarzami obiektu były obydwa czołowe kluby z tego miasta, jednak na skutek protestów kibiców, zarówno władze Realu Betisu, jak i Sevilli FC nie wyraziły na to zgody. Dopuściły one jedynie okresowe przenosiny na La Cartuję na czas zamknięcia ich własnych stadionów (np. z powodu remontów). Roboty budowlane rozpoczęto w 1997 r. według projektu dwóch sewilskich architektów – Antonia Cruza Villalóna i Antonia Ortiza Garcíi z biura Cruz y Ortiz Arquitectos. Inaugurację obiektu stanowił towarzyski mecz piłkarski Hiszpania – Chorwacja (3:1), rozegrany 5 maja 1999. 26 czerwca 1999 po raz pierwszy odbyło się na nim finałowe starcie Pucharu Króla (Atlético Madryt – Valencia CF 0:3). W lipcu 1999 r. był on natomiast areną lekkoatletycznych mistrzostw Hiszpanii, a miesiąc później również mistrzostw świata w lekkoatletyce. 30 czerwca 2001 po raz drugi gościł finał Pucharu Króla (Celta Vigo – Real Saragossa 1:3). 21 maja 2003 rozegrano na nim finałowy mecz Pucharu UEFA sezonu 2002/2003, pomiędzy FC Porto i Celtikiem Glasgow (3:2). Dwukrotnie Estadio La Cartuja było areną finałowych pojedynków tenisowego Pucharu Davisa (w 2004 r. i w 2011 r.). W 2018 r. stadion został zamknięty na skutek fatalnego stanu technicznego dachu, którego naprawę ukończono w 2020 r. W tym samym roku podpisano umowę o współpracy z Królewskim Hiszpańskim Związkiem Piłki Nożnej, na mocy której La Cartuja stała się miejscem rozgrywania sześciu kolejnych finałów Pucharu Króla (2020, 2021, 2022, 2023, 2024 i 2025) oraz międzypaństwowych meczów seniorskiej reprezentacji Hiszpanii. Na przestrzeni lat obiekt stał się również siedzibą kilku firm i organizacji, a także miejscem przeprowadzania wielu imprez kulturalnych oraz muzycznych.

### Euro 2020
23 kwietnia 2021 ogłoszono, że ze względu na restrykcje związane z pandemią COVID-19 w Kraju Basków, Estadio La Cartuja zastąpi stadion San Mamés w Bilbao w organizacji meczów piłkarskich Mistrzostw Europy 2020. Na tym obiekcie odbyły się trzy spotkania grupy E z udziałem reprezentacji Hiszpanii (ze Szwecją, Polską i Słowacją) oraz jedno spotkanie 1/8 finału między Belgią a Portugalią.

## Ciekawostki
- W 2007 r. kilka spotkań ligowych na La Cartuji rozegrał Real Betis, po tym jak - w wyniku incydentów podczas derbowego meczu ćwierćfinałowego Pucharu Króla (przerwanego w 57. minucie przy stanie 0:1 dla Sevilli FC) - zamknięty dla publiczności został Estadio Benito Villamarín. Władze klubu wykorzystały fakt, że Estadio La Cartuja po części zlokalizowany jest na terenie gminy Santiponce, dostosowując się tym samym do wytycznych rozgrywania spotkań poza Sewillą.